# Nascar Grand National Series 1969
Nascar Grand National Series 1969 var den 21:a upplagan av den främsta divisionen av professionell stockcarracing i USA sanktionerad av National Association for Stock Car Auto Racing. Säsongen bestod av 54 race och inleddes redan 17 november 1968 på Middle Georgia Raceway i Maconi Georgia och avslutades 7 december 1969 på Texas World Speedway i Texas.

## Resultat
| Nr      | Datum        | Tävling                        | Bana                                                        | Pole              | Vinnare            | Konstruktör | Start | Rapport |
| ------- | ------------ | ------------------------------ | ----------------------------------------------------------- | ----------------- | ------------------ | ----------- | ----- | ------- |
| 1       | 17 november  | Georgia 500                    | Middle Georgia Raceway, Macon, Georgia                      | David Pearson     | Richard Petty      | Plymouth    | 5     | Rapport |
| 2       | 8 december   | Alabama 200                    | Montgomery Speedway, Montgomery, Alabama                    | Richard Petty     | Bobby Allison      | Plymouth    | 3     | Rapport |
| 3       | 1 februari   | Motor Trend 500                | Riverside International Raceway, Moreno Valley, Kalifornien | A.J. Foyt         | Richard Petty      | Ford        | 43    | Rapport |
| 4       | 20 februari  | Daytona 500 Qualifier #1       | Daytona International Speedway, Daytona Beach, Florida      | Buddy Baker       | David Pearson      | Ford        | 15    |         |
| 5       | 20 februari  | Daytona 500 Qualifier #2       | Daytona International Speedway, Daytona Beach, Florida      | Bobby Isaac       | Bobby Isaac        | Dodge       | 1     |         |
| 6       | 23 februari  | Daytona 500                    | Daytona International Speedway, Daytona Beach, Florida      | Buddy Baker       | LeeRoy Yarbrough   | Ford        | 19    | Rapport |
| 7       | 9 mars       | Carolina 500                   | North Carolina Motor Speedway, Rockingham, North Carolina   | David Pearson     | David Pearson      | Ford        | 1     | Rapport |
| 8       | 16 mars      | Cracker 200                    | Augusta International Raceway, Augusta, Georgia             | Bobby Isaac       | David Pearson      | Ford        | 3     | Rapport |
| 9       | 23 mars      | Southeastern 500               | Bristol International Speedway, Bristol, Tennessee          | Bobby Isaac       | Bobby Allison      | Dodge       | 5     | Rapport |
| 10      | 30 mars      | Atlanta 500                    | Atlanta International Raceway, Atlanta, Georgia             | Charlie Glotzbach | Cale Yarborough    | Mercury     | 5     | Rapport |
| 11      | 3 april      | Columbia 200                   | Columbia Speedway, Cayce, South Carolina                    | Bobby Isaac       | Bobby Isaac        | Dodge       | 1     | Rapport |
| 12      | 6 april      | Hickory 250                    | Hickory Motor Speedway, Hickory, North Carolina             | Bobby Isaac       | Bobby Isaac        | Dodge       | 1     | Rapport |
| 13      | 8 april      | Greenville 200                 | Greenville-Pickens Speedway, Easley, South Carolina         | David Pearson     | Bobby Isaac        | Dodge       | 2     | Rapport |
| 14      | 13 april     | Richmond 500                   | Richmond Fairgrounds Raceway, Richmond, Virginia            | David Pearson     | David Pearson      | Ford        | 1     | Rapport |
| 15      | 20 april     | Gwyn Staley 400                | North Wilkesboro Speedway, North Wilkesboro North Carolina  | Bobby Isaac       | Bobby Allison      | Dodge       | 11    | Rapport |
| 16      | 27 april     | Virginia 500                   | Martinsville Speedway, Ridgeway, Virginia                   | Bobby Allison     | Richard Petty      | Ford        | 6     | Rapport |
| 17      | 4 maj        | Fireball 300                   | Asheville-Weaverville Speedway, Weaverville, North Carolina | Bobby Isaac       | Bobby Isaac        | Dodge       | 1     | Rapport |
| 18      | 10 maj       | Rebel 400                      | Darlington Raceway, Darlington, South Carolina              | Cale Yarborough   | LeeRoy Yarbrough   | Mercury     | 4     | Rapport |
| 19      | 16 maj       | Beltsville 300                 | Beltsville Speedway, Beltsville, Maryland                   | Bobby Isaac       | Bobby Isaac        | Dodge       | 1     | Rapport |
| 20      | 17 maj       | Tidewater 375                  | Langley Speedway, Hampton, Virginia                         | David Pearson     | David Pearson      | Ford        | 1     | Rapport |
| 21      | 25 maj       | World 600                      | Charlotte Motor Speedway, Charlotte, North Carolina         | Donnie Allison    | LeeRoy Yarbrough   | Mercury     | 2     | Rapport |
| 22      | 1 juni       | Macon 300                      | Middle Georgia Raceway, Macon, Georgia                      | David Pearson     | Bobby Isaac        | Dodge       | 2     | Rapport |
| 23      | 5 juni       | Maryville 300                  | Smoky Mountain Raceway, Maryville, Tennessee                | David Pearson     | Bobby Isaac        | Dodge       | 3     | Rapport |
| 24      | 15 juni      | Motor State 500                | Michigan International Speedway, Brooklyn, Michigan         | Donnie Allison    | Cale Yarborough    | Mercury     | 4     | Rapport |
| 25      | 19 juni      | Kingsport 250                  | Kingsport Speedway, Kingsport, Tennessee                    | Bobby Isaac       | Richard Petty      | Ford        | 3     | Rapport |
| 26      | 21 juni      | Pickens 200                    | Greenville-Pickens Speedway, Easley, South Carolina         | Bobby Isaac       | Bobby Isaac        | Dodge       | 1     | Rapport |
| 27      | 26 juni      | North State 200                | North Carolina State Fairgrounds, Raleigh, North Carolina   | Bobby Isaac       | David Pearson      | Ford        | 2     | Rapport |
| 28      | 4 juli       | Medal of Honor Firecracker 400 | Daytona International Speedway, Daytona Beach, Florida      | Cale Yarborough   | LeeRoy Yarbrough   | Ford        | 9     | Rapport |
| 29      | 6 juli       | Mason-Dixon 300                | Dover Downs International Speedway, Dover, Delaware         | David Pearson     | Richard Petty      | Ford        | 3     | Rapport |
| 30      | 10 juli      | Thompson 200                   | Thompson Speedway, Thompson, Connecticut                    | David Pearson     | David Pearson      | Ford        | 1     | Rapport |
| 31      | 13 juli      | Northern 300                   | Trenton Speedway, Trenton, New Jersey                       | Bobby Isaac       | David Pearson      | Ford        | 2     | Rapport |
| 32      | 15 juli      | Maryland 300                   | Beltsville Speedway, Beltsville, Maryland                   | Richard Petty     | Richard Petty      | Ford        | 1     | Rapport |
| 33      | 20 juli      | Volunteer 500                  | Bristol International Speedway, Bristol, Tennessee          | Cale Yarborough   | David Pearson      | Ford        | 3     | Rapport |
| 34      | 26 juli      | Nashville 400                  | Nashville Speedway, Nashville, Tennessee                    | Richard Petty     | Richard Petty      | Ford        | 1     | Rapport |
| 35      | 27 juli      | Smoky Mountain 200             | Smoky Mountain Raceway, Maryville, Tennessee                | David Pearson     | Richard Petty      | Ford        | 3     | Rapport |
| 36      | 10 augusti   | Dixie 500                      | Atlanta International Raceway, Atlanta, Georgia             | Cale Yarborough   | LeeRoy Yarbrough   | Ford        | 2     | Rapport |
| 37      | 17 augusti   | Yankee 600                     | Michigan International Speedway, Brooklyn, Michigan         | David Pearson     | David Pearson      | Ford        | 1     | Rapport |
| 38      | 21 augusti   | South Boston 100               | South Boston Speedway, South Boston, Virginia               | Bobby Isaac       | Bobby Isaac        | Dodge       | 1     | Rapport |
| 39      | 22 augusti   | Myers Brothers 250             | Bowman Gray Stadium, Winston-Salem, North Carolina          | Richard Petty     | Richard Petty      | Ford        | 1     | Rapport |
| 40      | 24 augusti   | Western North Carolina 500     | Asheville-Weaverville Speedway, Weaverville, North Carolina | Bobby Isaac       | Bobby Isaac        | Dodge       | 1     | Rapport |
| 41      | 1 september  | Southern 500                   | Darlington Raceway, Darlington, South Carolina              | Cale Yarborough   | LeeRoy Yarbrough   | Ford        | 4     | Rapport |
| 42      | 5 september  | Buddy Shuman 250               | Hickory Motor Speedway, Hickory, North Carolina             | Bobby Isaac       | Bobby Isaac        | Dodge       | 1     | Rapport |
| 43      | 7 september  | Capital City 250               | Richmond Fairgrounds Raceway, Richmond, Virginia            | Richard Petty     | Bobby Allison      | Dodge       | 25    | Rapport |
| 44      | 14 september | Talladega 500                  | Alabama International Motor Speedway, Talladega, Alabama    | Bobby Isaac       | Richard Brickhouse | Dodge       | 9     | Rapport |
| 45      | 18 september | Sandlapper 200                 | Columbia Speedway, Cayce, South Carolina                    | Richard Petty     | Bobby Isaac        | Dodge       | 2     | Rapport |
| 46      | 28 september | Old Dominion 500               | Martinsville Speedway, Ridgeway, Virginia                   | David Pearson     | Richard Petty      | Ford        | 6     | Rapport |
| 47      | 5 oktober    | Wilkes 400                     | North Wilkesboro Speedway, North Wilkesboro North Carolina  | Bobby Isaac       | David Pearson      | Ford        | 2     | Rapport |
| 48      | 12 oktober   | National 500                   | Charlotte Motor Speedway, Charlotte, North Carolina         | Cale Yarborough   | Donnie Allison     | Ford        | 3     | Rapport |
| 49      | 17 oktober   | Race 49                        | Savannah Speedway, Savannah, Georgia                        | Bobby Isaac       | Bobby Isaac        | Dodge       | 1     |         |
| 50      | 19 oktober   | Race 50                        | Augusta International Raceway, Augusta, Georgia             | Bobby Isaac       | Bobby Isaac        | Dodge       | 1     |         |
| 51      | 26 oktober   | American 500                   | North Carolina Motor Speedway, Rockingham, North Carolina   | Charlie Glotzbach | LeeRoy Yarbrough   | Ford        | 9     | Rapport |
| 52      | 2 november   | Commerce 200                   | Jefco Speedway, Jefferson, Georgia                          | David Pearson     | Bobby Isaac        | Dodge       | 2     | Rapport |
| 53      | 9 november   | Georgia 500                    | Middle Georgia Raceway, Macon, Georgia                      | Bobby Isaac       | Bobby Allison      | Dodge       | 5     | Rapport |
| 54      | 7 december   | Texas 500                      | Texas World Speedway, College Station, Texas.               | Buddy Baker       | Bobby Isaac        | Dodge       | 7     | Rapport |
| Källor: |              |                                |                                                             |                   |                    |             |       |         |

## Slutställning
| Plats   | Förare        | Starter | Vinster | Top 5 | Top 10 | Pole | Ledda varv | Prispengar | Poäng | +\-   |
| ------- | ------------- | ------- | ------- | ----- | ------ | ---- | ---------- | ---------- | ----- | ----- |
| 1       | David Pearson | 51      | 11      | 42    | 44     | 14   | 3040       | $229 760   | 4170  |       |
| 2       | Richard Petty | 50      | 10      | 31    | 38     | 6    | 2777       | $129 906   | 3813  | –357  |
| 3       | James Hylton  | 52      | 0       | 27    | 39     | 0    | 161        | $ 114 416  | 3750  | –420  |
| 4       | Neil Castles  | 52      | 0       | 14    | 30     | 0    | 29         | $54 367    | 3530  | –640  |
| 5       | Elmo Langley  | 52      | 0       | 13    | 28     | 0    | 40         | $73 092    | 3383  | –787  |
| 6       | Bobby Isaac   | 50      | 17      | 29    | 33     | 19   | 5053       | $92 074    | 3301  | –869  |
| 7       | John Sears    | 52      | 0       | 17    | 27     | 0    | 18         | $52 281    | 3166  | –1004 |
| 8       | Jabe Thomas   | 51      | 0       | 0     | 12     | 0    | 0          | $44 989    | 3103  | –1067 |
| 9       | Wendell Scott | 51      | 0       | 0     | 11     | 0    | 0          | $47 451    | 3015  | –1155 |
| 10      | Cecil Gordon  | 51      | 0       | 1     | 8      | 0    | 0          | $39 679    | 3002  | –1168 |
| 11      | E.J. Trivette | 49      | 0       | 0     | 15     | 0    | 0          | $35 896    | 2988  | –1182 |
| 12      | Bill Champion | 49      | 0       | 1     | 10     | 0    | 0          | $33 656    | 656   | –2813 |
| 13      | Bill Seifert  | 50      | 0       | 1     | 15     | 0    | 0          | $44 361    | 2765  | –     |
| 14      | J.D. McDuffie | 50      | 0       | 0     | 12     | 0    | 0          | $30 861    | 2741  | –1429 |
| 15      | Ben Arnold    | 48      | 0       | 0     | 8      | 0    | 0          | $33 256    | 2736  | –1434 |
| Källor: |               |         |         |       |        |      |            |            |       |       |

- Notering: Endast de femton främsta förarna redovisas.